# Патриот (фильм, 1998)
«Патрио́т» (англ. The Patriot) — американский боевик режиссёра Дина Семлера. Сюжет частично основывается на романе «Последний канадец» Уильяма С. Хейна, опубликованном в 1974 году. Премьера состоялась 10 июля 1998 года. Бюджет — $25 000 000. Фильм первоначально планировался к прокату в кинотеатрах, однако вместо этого вышел сразу на видео, таким образом став первым фильмом Сигала, не показанным на широком экране.

## Сюжет
Действие происходит в небольшом американском городке Эннис. Группа вооружённых террористов захватывает этот городок и распространяет смертоносное биологическое оружие, в результате чего многие жители заболевают и умирают. Местный житель — доктор Уэсли Макларен (Стивен Сигал), в прошлом работавший на американское правительство и косвенно причастный к созданию этого вируса, создаёт противоядие и вступает в схватку с боевиками.

## В ролях
| Актёр               | Роль                            |
| ------------------- | ------------------------------- |
| Стивен Сигал        | доктор Уэсли Макларен           |
| Камилла Белль       | Холли Макларен                  |
| Аяко Фудзитани      | ассистентка Макларена           |
| Л. К. Джонс         | Фрэнк                           |
| Гэйлард Сартейн     | лидер террористов Флойд Чизольм |
| Сайлас Уэйр Митчелл | помощник лидера террористов Пог |
| Брэд Лелэнд         | Большой Боб                     |
| Филип Уинчестер     | молодой террорист               |
| Леонард Маунтин Чиф | дедушка                         |
| Дэн Бин             | Ричард Бах                      |
| Дэймон Коллазо      | лейтенант Джонсон               |
| Уитни Йеллоу Роуб   | доктор Энн Уайт Клоуд           |
| Дуглас Себерн       | судья Томкинс                   |

## Отзывы
Фильм получил в целом довольно низкие оценки критиков, во многом из-за крайне малого количества боевых сцен. Дэвид Ньюсар (David Nusair) из «Reel Film Reviews» назвал фильм скучным и раскритиковал его за отсутствие зрелищности. По словам Ньюсара, из 90 минут хронометража лишь примерно 10 минут занимают драки Сигала с противниками, в то время, как основную часть фильма занимают разговоры о политике. Автор книги «Seagalogy» Верн заявил, что постановка этого фильма лучше, чем у последующих фильмов Сигала, однако из-за практически полного отсутствия экшн-сцен этот фильм нелюбим большинством его фанатов. На киносайте «Rotten Tomatoes» рейтинг фильма составляет всего 22 %.